# Orlando Chambers
Herlando Hernesto Chambers Johnston (Matina; 12 de junio de 1938-Dorchester; 8 de diciembre de 2020), más conocido como Orlando Chambers, fue un futbolista costarricense que jugó de defensa. Representó a Costa Rica en tres partidos internacionales en 1960.

## Trayectoria
Jugó con Alajuelense de 1959 a 1965, año en que pasó al equipo de su ciudad natal Limonense, dónde se retiró.

## Palmarés

### Títulos nacionales
| Título           | Equipo      | País       | Año  |
| ---------------- | ----------- | ---------- | ---- |
| Primera División | Alajuelense | Costa Rica | 1959 |
| Primera División | Alajuelense | Costa Rica | 1960 |